# Jak zostałam bóstwem!?
Jak zostałam bóstwem!? (jap. 神様はじめました Kamisama hajimemashita) – manga autorstwa Julietty Suzuki, publikowana na łamach magazynu „Hana to Yume” wydawnictwa Hakusensha latach 2008–2016. 
Na podstawie mangi powstała także animowana adaptacja, wyprodukowana przez TMS Entertainment i wyreżyserowana Akitariego Daichi. Premierowy odcinek drugiego sezonu tego anime został wyemitowany w styczniu 2015.
W Polsce mangę wydało Studio JG.

## Fabuła
Nanami staje się bezdomna po tym, jak jej ojciec popada w długi przez swój nałóg do hazardu i ucieka. Wieczorem tego samego dnia, w parku, spotyka dziwnego człowieka, którego ratuje przed atakiem psa. W zamian za ratunek, mężczyzna ten oferuje jej w ramach podziękowania jego własny dom, a ona, ponieważ nie ma dokąd pójść, przyjmuje jego ofertę. Gdy w końcu znajduje podany jej adres, jest zaskoczona faktem, że nie jest to dom jako taki, ale niewielka świątynia. Na miejscu witają ją Onikiri, Kotetsu i Tomoe, którzy również w świątyni mieszkają. Wkrótce zaczyna rozumieć, że mężczyzna którego spotkała był ziemskim bóstwem, a ona została przez niego wyznaczona na jego zastępstwo.
Początkowo Nanami jest niechętna co do objęcia nowej roli, lecz mieszkając z Tomoe, Onikiri i Kotetsu, powoli zaczyna rozumieć zadanie jakie jej powierzono. Ciężko pracuje, by utrzymać swój status, jako że wiele innych ziemskich bóstw nie jest zadowolonych z faktu jej istnienia, nie akceptując jej w gronie bóstw.

## Bohaterowie
- Nanami Momozono (jap. 桃園奈々生 Momozono Nanami)

Seiyū: Suzuko Mimori 
- Tomoe (jap. 巴衛)

Seiyū: Shinnosuke Tachibana 
- Mikage (jap. ミカゲ)

Seiyū: Akira Ishida 
- Shinjirō Kurama (jap. 鞍馬 進次郎 Kurama Shinjirō)

Seiyū: Daisuke Kishio 
- Mizuki (jap. 瑞希)

Seiyū: Nobuhiko Okamoto 
- Onikiri (jap. 鬼切) i Kotetsu (jap. 虎徹)

Seiyū: Natsuyo Atarashi (1. seria); Naoko Matsui (2. seria jako Onikiri) oraz Chika Ōkubo (2. seria jako Kotetsu) 
- Ami Nekota (jap. 猫田 あみ Nekota Ami)

Seiyū: Satomi Satō 
- Kei Ueshima (jap. 上島 ケイ Ueshima Kei)

Seiyū: Kaori Shimizu 
- Narukami (jap. 鳴神)

Seiyū: Hyo-sei 
- Numano Himemiko (jap. 沼皇女 Numa no Himemiko)

Seiyū: Yui Horie 
- Dragon King (jap. 龍王・宿儺 Ryūō Sukuna)

Seiyū: Daisuke Namikawa 
- Kamehime (jap. 亀姫 Kamehime)

Seiyū: Akemi Okamura 
- Yukiji (jap. 雪路 Yukiji)

Seiyū: Suzuko Mimori 
- Otohiko (jap. 乙比古)

Seiyū: Hiroki Takahashi 
- Akura-Ou (jap. 悪羅王)

Seiyū: Junichi Suwabe 

## Manga
Manga zaczęła być wydawana 20 lutego 2008 roku w czasopiśmie Hana to Yume. Kolejne rozdziały zostały zebrane w tankōbony i wydane przez Hakusensha. Pierwszy tom wydano 19 września 2008 roku. Ostatni rozdział mangi ukazał się 20 maja 2016 roku.
| Nr | Język japoński       | Język japoński         | Język polski         | Język polski           |
| Nr | Data wydania         | ISBN                   | Data wydania         | ISBN                   |
| -- | -------------------- | ---------------------- | -------------------- | ---------------------- |
| 1  | 19 września 2008     | ISBN 4-592-18506-4     | 24 kwietnia 2015     | ISBN 978-83-8001-063-5 |
| 2  | 19 stycznia 2009     | ISBN 978-4-59-218507-9 | 10 lipca 2015        | ISBN 978-83-8001-075-8 |
| 3  | 19 maja 2009         | ISBN 978-4-59-218508-6 | 9 października 2015  | ISBN 978-83-8001-082-6 |
| 4  | 18 września 2009     | ISBN 978-4-59-218509-3 | 10 grudnia 2015      | ISBN 978-83-8001-100-7 |
| 5  | 19 stycznia 2010     | ISBN 978-4-59-218510-9 | 4 marca 2016         | ISBN 978-83-8001-112-0 |
| 6  | 19 maja 2010         | ISBN 978-4-59-219216-9 | 20 maja 2016         | ISBN 978-83-8001-125-0 |
| 7  | 17 września 2010     | ISBN 978-4-59-219217-6 | 2 sierpnia 2016      | ISBN 978-83-8001-148-9 |
| 8  | 17 grudnia 2010      | ISBN 978-4-59-219218-3 | 4 listopada 2016     | ISBN 978-83-8001-165-6 |
| 9  | 19 maja 2011         | ISBN 978-4-59-219219-0 | 27 stycznia 2017     | ISBN 978-83-8001-182-3 |
| 10 | 20 września 2011     | ISBN 978-4-59-219220-6 | 3 kwietnia 2017      | ISBN 978-83-8001-198-4 |
| 11 | 20 stycznia 2012     | ISBN 978-4-59-219291-6 | 10 lipca 2017        | ISBN 978-83-8001-229-5 |
| 12 | 20 kwietnia 2012     | ISBN 978-4-59-219292-3 | 18 października 2017 | ISBN 978-83-8001-248-6 |
| 13 | 20 września 2012     | ISBN 978-4-592-19293-0 | 18 grudnia 2017      | ISBN 978-83-8001-263-9 |
| 14 | 19 października 2012 | ISBN 978-4-592-19294-7 | 26 lipca 2018        | ISBN 978-83-8001-332-2 |
| 15 | 20 lutego 2013       | ISBN 978-4-592-19295-4 | 21 września 2018     | ISBN 978-83-8001-369-8 |
| 16 | 20 sierpnia 2013     | ISBN 978-4-592-19296-1 | 12 listopada 2018    | ISBN 978-83-8001-369-8 |
| 17 | 20 stycznia 2014     | ISBN 978-4-592-19297-8 | 21 stycznia 2019     | ISBN 978-83-8001-393-3 |
| 18 | 20 maja 2014         | ISBN 978-4-592-19298-5 | 23 marca 2019        | ISBN 978-83-8001-410-7 |
| 19 | 19 września 2014     | ISBN 978-4-592-19299-2 | 13 czerwca 2019      | ISBN 978-83-8001-434-3 |
| 20 | 19 grudnia 2014      | ISBN 978-4-592-19300-5 | 16 sierpnia 2019     | ISBN 978-83-8001-464-0 |
| 21 | 20 kwietnia 2015     | ISBN 978-4-592-21501-1 | 21 października 2019 | ISBN 978-83-8001-497-8 |
| 22 | 20 sierpnia 2015     | ISBN 978-4-592-21502-8 | 18 lutego 2020       | ISBN 978-83-8001-511-1 |
| 23 | 18 grudnia 2015      | ISBN 978-4-592-21503-5 | 27 kwietnia 2020     | ISBN 978-83-8001-576-0 |
| 24 | 20 kwietnia 2016     | ISBN 978-4-592-21504-2 | 10 lipca 2020        | ISBN 978-83-8001-599-9 |
| 25 | 19 sierpnia 2016     | ISBN 978-4-592-21505-9 | 25 września 2020     | ISBN 978-83-8001-622-4 |

## Anime
Anime zostało wyprodukowane przez TMS Entertainment, a wyreżyserowane przez Akitaro Daichiego. Pierwszy sezon miał swoją premierę 1 października 2012. Seria zekranizowała historię do 30 rozdziału mangi. Czołówką sezonu jest Kamisama Hajimemashita śpiewana przez Hanae. Wyprodukowane zostały także dwa odcinki OVA, które dołączono do 16 rozdziału mangi. Pierwszy z odcinków bazuje na historii zawartej w tomie 15., natomiast drugi zawiera oryginalną historię.
W Polsce serial będzie emitowany na antenie 2x2 od września 2025.

### Seria pierwsza
| N/o | Tytuł                                                                                    | Premiera             |
| --- | ---------------------------------------------------------------------------------------- | -------------------- |
| 01  | Nanami, kami-sama ni naru (奈々生、神様になる)                                           | 1 października 2012  |
| 02  | Kami-sama, nerawareru (神様、ねらわれる)                                                 | 8 października 2012  |
| 03  | Kami-sama, en o musubu (神様、縁をむすぶ)                                                | 15 października 2012 |
| 04  | Kami-sama, kadowakasareru (神様、拐かされる)                                             | 22 października 2012 |
| 05  | Kami-sama, ie o ushinau (神様、家をうしなう)                                             | 29 października 2012 |
| 06  | Kami-sama, kaze o hiku (神様、風邪をひく)                                                | 5 listopada 2012     |
| 07  | Kami-sama, dēto ni sasou (神様、デートに誘う)                                            | 12 listopada 2012    |
| 08  | Kami-sama, umi e iku (神様、海へいく)                                                    | 19 listopada 2012    |
| 09  | Kami-sama, ryūgūjō ni iku (神様、竜宮城にいく)                                           | 26 listopada 2012    |
| 10  | Tomoe, shinshi ni naru / Kami-sama, gōkon ni iku (巴衛、神使になる / 神様、合コンにいく) | 3 grudnia 2012       |
| 11  | Shinshi, machi ni dekakeru (神使、街にでかける)                                          | 10 grudnia 2012      |
| 12  | Nanami, kami-sama o yameru (奈々生、神様をやめる)                                        | 17 grudnia 2012      |
| 13  | Kami-sama hajimemashita (神様はじめました)                                               | 24 grudnia 2012      |

### OVA
| N/o | Tytuł                                      | Premiera         |
| --- | ------------------------------------------ | ---------------- |
| –   | Kami-sama, suterareru (神様、捨てられる)   | 26 sierpnia 2013 |
| –   | Kami-sama, onsen ni iku (神様、温泉にいく) | 26 sierpnia 2013 |

### Seria druga
| N/o | Tytuł                                                               | Premiera         |
| --- | ------------------------------------------------------------------- | ---------------- |
| 01  | Kami-sama hajimemashita (神様はじめました)                          | 5 stycznia 2015  |
| 02  | Kami-sama, izumo e iku (神様、出雲へいく)                           | 12 stycznia 2015 |
| 03  | Kami-sama, yomi ni ochiru (神様、黄泉におちる)                      | 26 stycznia 2015 |
| 04  | Kami-sama, yomi o kakeru (神様、黄泉をかける)                       | 2 lutego 2015    |
| 05  | Kami-sama, futatabime no kokuhaku o suru (神様、二度目の告白をする) | 9 lutego 2015    |
| 06  | Kami-sama, ko tengu ni au (神様、小天狗にあう)                      | 16 lutego 2015   |
| 07  | Kami-sama, kurama-yama e iku (神様、鞍馬山へいく)                   | 23 lutego 2015   |
| 08  | Kami-sama, sen'nyū suru (神様、潜入する)                            | 2 marca 2015     |
| 09  | Kami-sama, fui uchi o kurau (神様、ふいうちをくらう)                | 9 marca 2015     |
| 10  | Kami-sama, kokuhaku sa reru (神様、告白される)                      | 16 marca 2015    |
| 11  | Kami-sama, kodomo ni modoru (神様、こどもにもどる)                  | 23 marca 2015    |
| 12  | Kami-sama, kyūkonsareru (神様、求婚される)                          | 30 marca 2015    |

### OVA: Kako-hen
| N/o | Tytuł                                         | Premiera         |
| --- | --------------------------------------------- | ---------------- |
| 1   | Kamisama, kako ni tobu (神様、過去にとぶ)     | 20 sierpnia 2015 |
| 2   | Kitsune, koi ni ochiru (狐、恋に落ちる)       | 18 grudnia 2015  |
| 3   | Kamisama, hanayome ni naru (神様、花嫁になる) | 20 kwietnia 2016 |
| 4   | Kamisama, mukae ni iku (神様、迎えに行く)     | 19 sierpnia 2016 |
| 5   | Kamisama, shiawase ni naru (神様、幸せになる) | 20 grudnia 2016  |